# Weißache (Chiemsee)
Die Weißache im Chiemgau, auch Weiße Achen, Weißachen und Weiße Ache genannt, ist ein Fluss im oberbayerischen Landkreis Traunstein, der zuletzt im Rothgraben von Süden nahe Grabenstätt in den Chiemsee mündet.

## Geographie

### Verlauf
Die Weißache entsteht in den Chiemgauer Alpen am Ostabfall des 1784 m ü. NHN hohen Hochgern auf dem Gemeindegebiet von Ruhpolding und läuft zunächst etwa ostnordostwärts, dabei tritt links das Gebiet der Gemeinde Bergen ans Ufer. Vor dem Rötlwandkopf, der am unteren Westabfall des 1674 m ü. NHN hohen Hochfelln liegt, weicht sie nach links aus, fließt hiernach durch Bergener Gebiet ungefähr nordostwärts und passiert dabei die ersten Einöden der Gemeinde. Zu Füßen des Weilers Pattenberg links auf dem Hang ändert sie ihre Laufrichtung wieder auf ostnordöstlich.
Im südlichsten Siedlungsteil Mühlwinkl des Pfarrdorfs Bergen selbst verlässt sie in einem Linksbogen die Alpen, fließt dann viel flacher nordwestwärts durch das zugehörige Dorf Weißachen bis zum Rand des Bergener Mooses und zieht dann vor dem Nordrand dieses Naturschutzgebietes entlang nach Westen. Dabei nimmt sie mit dem Schlagbach von rechts ihren ersten größeren Zufluss auf, der unter anderen vom Bergener Bach aus den Alpen gespeist wird. Nach dem Zufluss des Buchbachs nun von links läuft sie im Sossauer Kanal nordwestwärts durch Grabenstätter Gebiet, vor allem rechts liegt hier das Naturschutzgebiet Sossauer Filz und Wildmoos. Gleich zu Anfang dieses Kanals mündet von links der Almbach, der bei Staudach im Vorland als Blassenbach entsteht, weiter abwärts dann von rechts die Aitrach, die auf einem Abschnitt auch Gleißing genannt wird.
Die Weißache nähert sich im Sossauer Kanal der Tiroler Achen im Westen bis auf etwa einen halben Kilometer und fließt dann dieser parallel nordwärts weiter im Rothgraben, westlich von dem sich die Gemeinde Übersee erstreckt, erst am Ostrand des Naturschutzgebietes Mündung der Tiroler Achen, zuletzt in ihm bis zur Mündung in die Hirschauer Bucht des Chiemsees bei Grabenstätt-Hirschau unmittelbar östlich des breiten, vorgeschobenen Mündungsdeltas der Tiroler Ache.
Die längeren Zuläufe erreichen die Weißache erst im Vorland der Alpen.
Der Abschnitt Rothgraben der Weißache, teils auch Rothkanal genannt, ist knapp 5 km lang, der Sossauer Kanal zuvor knapp 2 km. Der Gesamtlauf der Weißache hat eine Länge von 21,7 km, fließt nacheinander in den Gemeindegebieten von Ruhpolding, Bergen und Grabenstätt und begrenzt zuletzt das von Übersee.
An der Mündung in den Chiemsee hat die Weißache die Güteklasse II.

### Einzugsgebiet
Das Einzugsgebiet der Weißache ist nach der amtlichen Gewässerkarte 72,3 km² groß, anderswo wird dafür eine Fläche von nur 18 km² angegeben (mit knapperer Definition des Flussabschnitts, da etwa der Sossauer Kanal/Rothgraben dort separat ausgewiesen ist) bzw. von 70 km². (vermutlich gerundet).
Sein südlicher Teil ist bis auf einige Almen überwiegend bewaldet und gehört, naturräumlich, gesehen zu den Chiemgauer Alpen, sein nördlicher ist spärlicher bewaldet, von Filzen geprägt und gehört zum Voralpines Hügel- und Moorland des Bayerischen Alpenvorlandes. Der höchste Punkt auf dem Gipfel des Hochgern erreicht 1784 m ü. NHN, die Mündung in den Chiemsee liegt auf 518,2 m ü. NHN.

## Geschichte
Die Weißache nahm ursprünglich am Südostfuß des Osterbuchbergs die Aitrach von rechts, kurz danach das Vorgängergewässer Krummbach des heute schnurgeraden Buchbach von links auf, floss dann westwärts an der Südseite des Osterbuchbergs entlang etwa auf der Trasse des unteren Almbachs und mündete dann am Südwestfuß des Einzelbergs etwa gegenüber dem Überseer Dorf Almau in einen Altarm der Tiroler Achen. Zu deren Entlastung wurde erst in der ersten Hälfte des 20. Jahrhunderts der Kanalzug aus Sossauer Kanal und Rothgraben geschaffen, was die Länge um etwa fünf Kilometer vergrößert hat.

### Zuflüsse
- Kaumgraben, von rechts vom Weißgrabenkopf
- Gipsgraben, von links vom Sattel zwischen Silleck und Köstelkopf
- Birkenmoosgraben, von links von der Bergener Vorderalm
- Hinterer Hofgraben, von links vom Bairerkopf
- Vorderer Hofgraben, von links
- Kleiner Hofgraben, von links etwa gegenüber von Bergen-Kohlstadt
- Reitler Graben, von rechts vom Geschwendkopf etwa gegenüber dem Siedlungsplatz Endweg
- Schwarze Ache, von rechts vom Nordostabfall des Hochfelln gegenüber dem Siedlungsplatz Einfang
- Pulvergraben, von rechts vom Sattel zwischen Scheichenberg und Mühlalpkopf
Danach Wechsel ins Voralpenland.
- Schlagbach, von rechts nahe Bergen-Hautzenbichl und Grabenstätt-Fliegeneck; nimmt den Bergener Bach auf
- Buchbach, von links, gemeinsamer Unterlauf vom Madereybach und  Klauser Bach, die einige in den Alpen entstehende Bäche, aber auch den Krummbach aus dem Bergener Moos entwässern und sich bei Staudach-Egerndach-Bayern im Vorland vereinen
Hiernach fließt die Weißache im Sossauer Kanal
- Almbach (Oberlaufname: Blassenbach), von links zu Anfang des Sossauer Kanals bei Grabenstätt-Osterbuchberg
- Aitrach (auf einem Abschnitt auch: Gleißing), von rechts im Abschnitt Sossauer Kanal nahe Grabenstätt-Sossau; entsteht bei Bergen-Bernhaupten
Nach Passieren des Sossauer Filzes (Teil des Naturschutzgebietes Sossauer Filz und Wildmoos) fließt die Weißache im Rothgraben mit Zufluss nur aus kurzen Entwässerungsgräben nordwärts.